# Tomislav Bušić
Tomislav Bušić (ur. 2 lutego 1986 w Splicie, Jugosławia) – chorwacki piłkarz grający na pozycji napastnika, zawodnik KF Gjilani.

## Życiorys

### Kariera klubowa
Karierę piłkarską rozpoczął w chorwackim klubie Hajduk Split, z którym zdobył Mistrzostwo Chorwacji w 2005. Latem 2007 został wypożyczony do ukraińskiego klubu Dynama Kijów za Florina Cernata. Jednak nie potrafił zagrać w podstawowym składzie Dynama, a występował w rezerwowej (8 gier) i drugiej (1 gra) drużynie Dynamo-2 Kijów. Na początku 2008 powrócił do Hajduka Split. W lipcu 2009 wyjechał do Izraela, gdzie w sezonie 2009/2010 bronił barw klubu Maccabi Petach Tikwa. Potem powrócił do ojczyzny, gdzie podpisał kontrakt z NK Slaven Belupo.
Następnie był zawodnikiem klubów: Simurq Zaqatala, KF Vllaznia, KF Tirana, Terengganu FC II, Flamurtari Wlora i Teuta Durrës.
26 lipca 2019 podpisał kontrakt z kosowskim klubem KF Gjilani, umowa do 30 czerwca 2020; bez odstępnego.     

### Kariera reprezentacyjna
W latach 2005–2008 występował w młodzieżowej reprezentacji Chorwacji.

## Sukcesy

### Klubowe
Hajduk Split
- Zdobywca drugiego miejsca w Prva hrvatska nogometna liga: 2008/2009
- Zdobywca drugiego miejsca w Pucharze Chorwacji: 2008/2009